# 覚明 (行者)
覺明（かくめい)は、江戸時代中期に活躍し、多くの信者に信仰された修験道の行者。

## 生涯
享保4年（1719年）尾張国春日井郡牛山皿屋敷(現在の愛知県春日井市牛山町431)の丹羽清兵衛と千代の長男として生まれた。幼名は源助。俗名は仁右衛門。
8歳の時に春日井郡土器野新田村の 農家へ養子に入った。
やがて20代で出家して枇杷島村にある曹洞宗の清音寺の徒弟となり道生と号した。後に医師の井上龍正の箱持ちとなったりした。
児玉村から妻としてお梅を娶り、土器野の阿弥陀堂前に住み、米屋伊助方に雇われ、妻と餅や粥を商い、時に赤貧洗うが如く生活苦に喘いでいたところ、阿弥陀寺で蓄財していた僧が、何者かに殺害される事件が起きて周囲から疑いの目が向けられることとなり居づらくなった。
宝暦2年(1752年)春、34歳の時に、ある日、僧となって 修行の旅に出ることを決意し、彼は決然として妻を離別した。
尾張・美濃から京都・奈良へと3年の月日をかけて、巡拝修行を続け、高野山で弘法大師の偉大さに心を打たれ、しばらくの間、真言密教を学んでいたが、単身で四国八十八箇所を7回巡拝を行うことにした。
宝暦8年(1758年)、宝暦9年(1759年)、宝暦11年(1761年)、宝暦13年(1763年)、明和元年(1764年)、明和3年(1766年)と四国八十八箇所の巡拝を行い、最後の7回目の巡拝中の
明和3年（1766年）4月18日、土佐国の蹉陀山で、白川権現が降臨し、覚明の二字を授かり、「汝、信濃国の御嶽山を開け」という木曽御嶽を開山せよの神託を受けて、鉦鈷石（しょうこいし）を授かった。
そして僧となり、台密二教を修め、深く御嶽山神を尊崇し、木曽に巡錫して多くの信徒を得、巡拝行脚の道中、御嶽の山容を拝し開闢の念を固めるとともに、霊峰たる由縁の御神威を示せとの神告を受けた。
その後、覺明は、生まれ故郷の牛山村へ戻り、準備を整えたうえで、まず美濃国と信濃国の境に聳える恵那山を開闢することにした。
明和4年（1767年）、恵那山で17日間の断食修行を行った。
その修行を終え、当時、中津川宿の近くにあった槙坂茶屋で休憩をした際に主人から接待を受けた。
翌朝、茶屋の主人である古根佐次兵衛に依頼された祈祷が評判を呼び、大勢の人に祈祷を依頼されるようになり、この地で3年間を過ごした。
覺明は、古根佐次兵衛に記念として鉦鼓に用いた石や湯呑・数珠を渡して去った。
岐阜県中津川市の「覺明神社」は、槇坂茶屋の主人であった古根佐次兵衛が、覺明の没後に祀ったのが始まりと伝えられている。
覺明は恵那山開闢の経験にもとづいて、ついで御嶽山開山を目指した。
江戸時代、尾張藩は木曽谷一体を「御留山（おとめやま）」として、入山を禁止していた。これは、国防および山林の保護、また、ヒノキ材の独占が目的であった。これにより登拝は一時中断され、信仰の拡大も停止していた。
御嶽登拝は一部道者のみの重潔斎を持って登拝が許されるのに対し、覚明は精進潔斎を簡略化した軽精進による一般者の登拝を願っていた。
天明2年(1782年)、木曽御嶽山の開闢を志し、あらゆる困難を克服し、難行苦行の末、一般信者による軽精進潔斎での御嶽登拝を麓の黒沢村の黒沢御嶽神社の神官であった武居家に願い出たが「厳重な重潔斎による登拝を破ることは神威を穢すことになり、また山内には巣山留山があり立入禁止である」として許さなかった。しかし覚明は軽精進潔斎を断念せず、6月8日に覚明以下、黒沢村薮原の徳蔵ら8人、6月14日には尾張の信者など30余人、6月28日には7～80人と「大先達覚明行者」の幟旗を掲げて登拝した。
覺明の無断登拝の報告を受けた山村代官は、登拝の報告を受けて登拝者123人を尾張藩の木曾代官所に召し出して、「お叱り、福島宿3日間預け」とし、覺明は21日間拘留の憂目に逢うに至った。さらに宿を貸した黒沢村の者達を7日間の福島宿預けとした。
再三に渡る厳しい詮議を受けながらも黒沢口登山道の改修に老骨に鞭うちながら御嶽解放の日を願った。
覺明は、山道を拓くため、村人たちに農耕や医薬の知識を与える等、あらゆる努力の末に、ついにその協力を得た。霊山を拓くについてはいろいろと誤解もあったが、覺明の苦心と努力が報いられて、目的を達成したことは、行者の徳行のしからしめたものである。
村の庄屋などから激しい迫害を受けたが、それに屈することなく、やがて誠意が認められ、
天明4年（1784年）に覺明によって三岳村の黒沢口が開かれ、
天明5年（1785年）の夏に御留山でもある御嶽山へ無許可で、自ら先達となり、数十名の信徒を連れて黒沢口より頂上登拝を決行し、従来とは異例の信仰を築いた。しかしながら世の中から迫害にさらされる一面も兼ねていた事は云うまでもないが、ようやく御嶽山開山を果たした。
天明7年（1787年）7月23日に、月日の経過と伴に協力者も増え難行も急展開に向ったが、大事業完遂目前に、御嶽山九合上の二の池畔で病に伏し諸人救済を誓言しつつ壮絶な立ち姿のまま往生を遂げた。
遺体は、黒沢口登山道九合目半に建つ「覚明堂」の正面の「霊神場」に埋葬されて祀られている。
後に信者たちは遺志を受け継ぎ、黒沢口登山道を見事に完成させた。
寛政6年（1794年）には、武蔵国の行者・普寛によって王滝口が一般民衆に開放され、これを機に木曽周辺で留まっていた御嶽信仰が全国的な信仰へと広がっていった。
覺明は生涯を御嶽山の解放と、登山道の改修に捧げた処多くを布教する事なく一生を閉じたので、後世その遺徳を慕う弟子達が信者を結集して覺明講（誕生講）を創設し、近代御嶽信仰の繁栄に尽くした。牛山村の多治右ェ門は、覺明講（誕生講）を広めて、それが現在に及んでいる。
現在誕生地には、覺明霊神の石像や産湯の井戸などがある。

## 史跡
- 覺明堂(覺明霊神誕生地） 愛知県春日井市牛山町428-3
- 覺明堂(覺明霊神居住跡)　愛知県清須市中河原129
- 覺明堂・霊神場(墓所)　長野県木曽郡木曽町三岳　黒沢口登山道九合目半 ＜2014年の御嶽山噴火の際に崩壊＞

## 信仰団体
- 御嶽教槙坂覺明教会(覺明神社)　岐阜県中津川市中津川967
- 御嶽教朝日山覺明教会　岐阜県中津川市東宮町8-19

## 関連する宗教法人
- 黒沢御嶽神社（御嶽神社黒沢口）
- 木曽御嶽本教　昭和21年（1946年）に黒沢御嶽神社の宮司と、覺明行者系の講社によって木曽御嶽本教が創立された。
- 御嶽教

## 関連リンク
- 御嶽信仰と御嶽神社　おんたけ王滝
- 御嶽山と覚明さん「春日井の歴史物語」
- 覚明石　＜中津川市中津川＞　JAひがしみの
- 覚明行者　御嶽教秩父教会